# Julieta de Haro
Julieta de Haro (Montpelier, Francia, 30 de diciembre de 1967) es una gestora de arte contemporáneo española, directora artística del centro cultural CentroCentro del Ayuntamiento de Madrid desde el año 2024.

## Trayectoria

### Formación
Licenciada en Traducción e Interpretación por la Universidad de Granada. Máster en Comunicación y Arte por la Universidad Complutense de Madrid, está formada en arte y pensamiento, mercado de arte, gestión cultural y protocolo en diversas instituciones.

### Docencia y comisariados
Ha ejercido como docente de Museología y Gestión Cultural en la Universidad Francisco de Vitoria (UFV) de Madrid y dirige el Máster de Gestión Cultural en UDIT (Universidad de Diseño, Innovación y Tecnología) de Madrid.
Con gran experiencia en gestión cultural, especialmente en la dirección y puesta en marcha de proyectos y programas culturales a nivel nacional e internacional. Julieta de Haro ha comisariado exposiciones en centros y museos dependientes de diversas instituciones, como Ministerio de Cultura en las salas de Tabacalera en 2014,de Daniel Canogar en la Sala Verónicas de Murcia en  2015,  Ministerio de Asuntos Exteriores, Región de Murcia, Comunidad de Madrid, Ayuntamiento de Madrid, Junta de Castilla y León y la Universidad de Bellas Artes de Berlín (UDK), entre otras.Coordinadora de exposiciones en el CAAM (Centro Atlántico de Arte Moderno) en Las Palmas de Gran Canaria.

### Proyecto El Tercero de Velázquez
Es fundadora y directora del espacio  El Tercero de Velázquez, un proyecto impulsor e innovador cuyo fin es el de aproximar al público al arte contemporáneo. Julieta de Haro convierte su vivienda, en el madrileño barrio de Salamanca, en punto de encuentro entre creadores y coleccionistas.La han denominado las veladas de «El Tercero de Velázquez»

### Gestión cultural
De la asociación de artistas AVAM (Artistas Visuales Asociados de Madrid) ha sido durante once años directora.  y de AVeR (Asociación nacional de artistas visuales – Artistas Visuales en Red) en las naves de Matadero Madrid, desde donde ha impulsado proyectos culturales como la Sala Extensión AVAM o el centro de producción y residencias Talleres AVAM, entre otros.
Ha puesto en marcha proyectos internacionales con la participación de instituciones públicas y privadas de diversos países, como la Comunidad de Madrid, Centro de Arte Dos de Mayo (CA2M), Universidad de Berlín, el Centro Karl Hofer en Berlín, la Embajada de España en Berlín, El Instituto Cervantes de Berlín, etc.